# الكربة (حبيش)

تعديل مصدري - تعديل

الكربة هي إحدى قرى عزلة الناحية بمديرية حبيش التابعة لمحافظة إب، بلغ تعداد سكانها 231 نسمة حسب تعداد اليمن لعام 2004.